# Susana Henriqueta de Lorena
Susana Henriqueta de Lorena (em francês:  Suzanne Henriette, em italiano:  Susanna Enrichetta; França, 1 de fevereiro de 1686 — Paris, 19 de outubro ou 19 de dezembro de 1710) foi princesa de Lorena por nascimento, e a última duquesa consorte de Mântua e Monferrato pelo seu casamento com Fernando Carlos I Gonzaga.

## Família
Susana foi a filha primogênita duque Carlos III de Elbeuf e de sua terceira esposa, Francisca de Montault de Navailles. Os seus avós paternos eram o duque Carlos II de Elbeuf e Catarina Henriqueta de Bourbon, filha legitimada do rei Henrique IV de França e de sua amante, Gabrielle d'Estrées. Os seus avós maternos eram Filipe de Navailles, Duque de Montault e Susana de Baudéan.

## Biografia
Aos 18 anos, acompanhada de sua avó, Catarina Henriqueta, a Mademoiselle de Elbeuf casou-se com o duque Fernando Carlos Gonzaga, de 52 anos de idade, no dia 8 de novembro de 1704, na comuna de Tortona ou em Milão. Fernando era filho de Carlos II de Mântua e de Isabel Clara de Habsburgo.
O casal não teve filhos. Após apenas quase quatro anos de casamento, o duque faleceu em 5 de julho de 1708, aos 58 anos de idade.
Viúva, Susana Henriqueta retornou a França, onde esteve mais tarde envolvida em um processo judicial entre Leopoldo, Duque de Lorena e Ana Henriqueta da Baviera, princesa de Condé, relacionado a herança da família Guise.
A duquesa viúva faleceu em Paris, no dia 19 de outubro ou de dezembro de 1710, com apenas 24 anos, e foi enterrada no Carmel do subúrbio de Saint-Germain, na cripta de seu avô. De acordo com Louis de Rouvroy, duque de Saint-Simon, ela morreu após uma longa doença.

## Títulos e estilos
- 1 de fevereiro de 1686 – 8 de novembro de 1704: Mademoiselle d'Elbeuf
- 8 de novembro de 1704 – 5 de julho de 1708: Sua Alteza A Duquesa de Mântua
- 5 de julho de 1708 – 1710: Sua Alteza A Duquesa Viúva de Mântua